# Thyenula armata
Thyenula armata là một loài nhện trong họ Salticidae.
Loài này thuộc chi Thyenula. Thyenula armata được Wanda Wesołowska miêu tả năm 2001.